# Dieter Nast-Kolb
Dieter Claus Nast-Kolb (* 8. März 1954; † 26. Juli 2015) war ein deutscher Mediziner.

## Leben
Dieter Nast-Kolb wurde 1979 in München zum Dr. med. promoviert. Nach der Habilitation und seiner Tätigkeit als leitender Oberarzt an der chirurgischen Universitätsklinik München Innenstadt war er von 1998 bis 2011 der Direktor der Klinik für Unfallchirurgie am Universitätsklinikum Essen.

## Schriften (Auswahl)
- Untersuchungen über Entstehung und Behandlung der Schultereckgelenksluxation an Patienten der Orthopädischen Klinik München in den Jahren 1958–1977. 1979, OCLC 45936021.
- mit Leonhard Schweiberer, Christian Waydhas und Marianne Jochum: Die klinische Wertigkeit biochemischer Faktoren beim Polytrauma. Mit 58 Tabellen. Berlin 1991, ISBN 3-540-53826-7.